# Taya Valkyrie
Kira Renée Forster, meglio conosciuta con il ring name Taya Valkyrie (Victoria, 22 ottobre 1983), è una wrestler canadese sotto contratto con la All Elite Wrestling.
In carriera ha detenuto una volta l'Impact Knockouts Championship e quattro volte l'AAA Reina de Reinas Championship, di cui è la campionessa più longeva della storia grazie ad un regno record durato 945 giorni (dal 17 agosto 2014 al 19 marzo 2017).

## Carriera

### Gli esordi (2010–2012)
Nel 2010 Kira Forster iniziò ad allenarsi con Lance Storm alla Storm Wrestling Academy, dove si laureò nel settembre dello stesso anno. Prese parte alla prima stagione del reality canadese di Storm chiamato World of Hurt e anche alla seconda stagione insieme a Roddy Piper. La Forster iniziò in seguito a lottare in varie federazioni canadesi con il nome Taya Valkyrie, tra le quali l'Elite Canadian Championship Wrestling.
Nell'ottobre del 2011 firmò un contratto con la WWE per un match di prova, ma non fece mai il suo debutto in televisione.

### Circuito indipendente (2012–2017)
La Forster si trasferì in Messico e iniziò a lottare in varie federazioni del paese. Avrebbe dovuta stare nel pease per sei settimane, ma fu convinta a restare da El Hijo del Perro Aguayo, che le offrì un posto nella sua stable i Los Perros del Mal. Il 1º aprile fece il suo debutto nei Peros del Mal. Lottò per la PDM per la maggior parte dell'anno per poi spostarsi a lavorare in altre federazioni come la Legend Promociones, l'Universal Wrestling Entertainment, l'Invasion RCH e l'International Wrestling League.

### Impact Wrestling (2017–2021)

#### Faida con Rosemary (2017–2018)
Taya Valkyrie debutta ad Impact Wrestling nella puntata di Impact del 7 settembre 2017, attaccando brutalmente Rosemary, stabilendosi quindi come heel. A Impact del 12 ottobre, Taya accetta la sfida lanciatale da Rosemary, raggiungendola sul ring e sputandole sul volto il red mist. Il 19 ottobre sconfigge la rivale Rosemary. Le due si sarebbero dovute affrontare in un rematch il 5 novembre a Bound for Glory in un First Blood match, ma l'incontro venne cancellato in seguito a dei problemi personali della Valkyrie (legit) non specificati. Dopo cinque mesi di assenza, Taya fa il suo ritorno nella puntata di Impact del 1º marzo 2018, dove attacca nuovamente Rosemary, riprendendo dunque la loro faida. A Impact del 15 marzo, la Valkyrie e Rosemary si affrontano in un match, che però termina in double countout. Il 6 aprile, durante una puntata di Impact con Lucha Underground, Taya sfida Allie per l'Impact Knockouts Championship, ma viene sconfitta. Il confronto finale con Rosemary avviene a Impact il 12 aprile, dove Taya viene sconfitta in un No disqualification match, terminando così la loro rivalità.

#### Faida con Tessa Blanchard (2018–2019)
Dopo altri tre mesi di pausa, Taya fa il suo ritorno nella puntata di Impact del 27 settembre, sfidando Tessa Blanchard per l'Impact Knockouts Championship, effettuando di fatto un turn-face. Il 14 ottobre, a Bound for Glory, Taya sfida Tessa Blanchard per il titolo, ma viene sconfitta scorrettamente quando la Blanchard effettua il conteggio facendo uso delle corde. Nella puntata di Impact del 1º novembre, Taya sfidò nuovamente Tessa Blanchard per l'Impact Knockout's Championship, riuscendo a vincere solo per squalifica quando la Blanchard attacca l'arbitro, mantenendo comunque il titolo. A Impact del 13 dicembre, dopo aver ufficializzato un rematch fra Taya e Tessa Blanchard per l'Impact Knockout's Championship ad Homecoming, viene aggiunta una stipulazione: Gail Kim sarà l'arbitro speciale dell'incontro.

#### Knockouts Champion (2019–2021)
A Homecoming, evento svoltosi il 6 gennaio 2019, Valkyrie vinse il titolo Impact Knockout's Championship sconfiggendo Tessa Blanchard quando l'arbitro ospite speciale Gail Kim (che Blanchard aveva attaccato durante il loro match) eseguì la sua mossa finale permettendo a Valkyrie di schienare l'avversaria. Il 15 marzo a Impact Wrestling, Valkyrie effettuò un turn heel colpendo con un low blow Brian Cage, permettendo a suo marito Johnny Impact di aggredire Cage. Nella puntata del 12 aprile di Impact Wrestling, Valkyrie e Impact sconfissero Brian Cage e Jordynne Grace. Valkyrie difese con successo la cintura contro Jordynne Grace a Rebellion, e in seguito con Rosemary, Su Yung e Havok in un Monster's Ball match svoltosi a Slammiversary XVII. La successiva difesa del titolo fu contro Tenille Dashwood a Bound for Glory.
Taya perse il titolo durante la registrazione di una puntata di Impact Wrestling a Mexico City contro Grace, dopo un regno da campionessa durato 377 giorni.
Fu quindi coinvolta nella storyline dell'"attentato" a John E. Bravo, e il 29 gennaio 2021 a Impact!, l'angle terminò quando Valkyrie fu rivelata essere la colpevole di aver sparato a Bravo. Tutta la suddetta storyline fu messa in piedi per spiegare l'abbandono della Impact Wrestling da parte di Valkyrie.

### WWE (2021)
Il 14 febbraio 2021 firmò un contratto con la WWE. Il 31 marzo, ad NXT, venne mandato in onda un video circa il suo imminente debutto, previsto per il 13 aprile. Il suo debutto effettivo sul ring avvenne il 25 maggio ad NXT dove sconfisse facilmente Cora Jade. Nella puntata di NXT 2.0 affrontò Raquel González per l'NXT Women's Championship ma venne sconfitta.
Il 5 novembre 2021 fu licenziata insieme a numerosi altri colleghi.

## Vita privata
Kira Forster è sposata dal giugno del 2018 con il collega John Morrison.

## Personaggio

### Mosse finali
- La Lanza (Northern lights suplex seguito da un Double foot stomp)
- Road to Valhalla (Double chickenwing facebuster)

### Wrestler assistiti
- Johnny Mundo

### Soprannomi
- "Güera Loca"
- "Perra del Mal"

## Titoli e riconoscimenti
- DDT Pro-Wrestling
  - Ironman Heavymetalweight Championship (1)[10]
- Future Stars of Wrestling
  - FSW Women's Championship (1)
- Heavy on Wrestling
  - HON Women's Championship (1)
- Impact Wrestling
  - Impact Knockouts Championship (1)
  - Impact Year End Award (1)
    - Knockout of the Year (2019)
- Ironfist Wrestling
  - Ironfist Women's Championship (1)
- Lucha Libre AAA Worldwide
  - AAA Reina de Reinas Championship (4)[11]
  - Women's Lucha Capital (2018)
  - Luchadora of the Year (2014, 2015)
- Pro Wrestling Illustrated
  - 15ª tra le 100 migliori wrestler femminili nella PWI Women's 100 (2019)
- Sports Illustrated
  - 5ª tra le 10 migliori wrestler femminili dell'anno (2019)